# Karl D.P. Rosén
Karl David Petrus Rosén, född 29 juni 1874 i Adolf Fredriks församling i Stockholm, död 9 november 1961 i Lidingö församling, var en svensk geodet och kartograf; son till Per Gustaf Rosén.

## Biografi
Rosén avlade mogenhetsexamen i Stockholm 1892, blev filosofie kandidat 1895, filosofie licentiat 1901, och filosofie doktor 1903 (på avhandlingen Studien und Messungen an einem Dreipendelapparate), allt vid Uppsala universitet. Han deltog 1895–1898 och 1902–1905 i Generalstabens och Rikets allmänna kartverks geodetiska arbeten, var 1899–1900 assistent vid geodetiska institutet i Potsdam, deltog 1901 i den svensk-ryska gradmätningsexpeditionen till Svalbard och var 1903–1905 docent i geodesi i Uppsala. År 1905 efterträdde han sin far som professor vid Generalstaben och som föreståndare för Rikets allmänna kartverks geodetiska avdelning. Vid kartverkets omorganisation 1937 blev Rosén byråchef för geodetiska byrån och professor, befattningar från vilka han avgick 1939.
Rosén var vidare lärare i geodesi vid Krigshögskolan 1904–1908, ledamot av Stockholms triangelmätningsnämnd 1907–1916, delegerad i internationella jordmätningskommissionen 1907–1924 och i internationella unionen för geodesi och geofysik 1924–1939. Han medverkade i Baltiska geodetiska kommissionens grundande 1924, var dess president 1924–1927, 1940–1942 och 1946–1948 samt vice president 1937–1939 och 1943–1945. Han tog 1908 initiativet till bildandet av Kartografiska sällskapet och invaldes 1911 i Krigsvetenskapsakademien. Han var ledamot av Lidingö kommunalfullmäktige 1916–1919.
Under Roséns ledning genomfördes, med hjälp av moderna metoder och instrument och med större precision än vad som tidigare varit möjligt, omfattande geodetiska mätningar, vilka lades till grund för Sveriges topografiska och ekonomiska kartor. Han utgav 1919–1926 Nordisk världsatlas (50 blad, tillsammans med Seth Zetterstrand, med text av bland andra Axel Wallén) och var huvudredaktör för Svenska orter : atlas över Sverige med ortbeskrivning (del 1, 1932; del 3, 1934; del 2, 1952). Han utgav i anslutning till sistnämnda verk även en atlas med ekonomisk-topografiska kartor över delar av Sverige (i skalan 1:300 000) jämte åtskilliga specialkartor. Rosén är begravd på Lidingö kyrkogård.